# 伊島薫
伊島 薫（いじま かおる、1954年 - ）は、日本の写真家。
小泉今日子や木村佳乃をモデルにした写真「死体シリーズ」で1980年代から1990年代にかけて高い評価を受けている。
アイドルやグラドルを撮影する際にはアリゾナ五郎名義を用いることもある。

## 来歴・人物
1954年、京都府に生まれる。
1980年、フリーペーパー『SALE』
1982年、カセットマガジン『TRA』を式田純、ミック板谷と共に創刊
1983年頃から『流行通信』『marie claire』をはじめとするファッション雑誌や広告写真、井上陽水、山下達郎、坂本龍一、高橋幸宏、松任谷由実、ムーンライダース、松下誠をはじめとする多数のミュージシャンのアルバムカバーを手がける。
小池玉緒と結婚し、1988年に息子・伊島薫太朗を授かる。薫太朗を妊娠している期間を含んで小池のヌード写真を撮影し、『TAMAO PHOTOGRAPHS 1984‐1988』を出版している。
1994年1月に創刊されたファッション誌『zyappu』（光琳社出版）では編集長を務めた。
小池と離婚後、安野ともこ（スタイリスト、ジュエリーデザイナー）と再婚、次男で俳優の伊島空、長女の伊島青を授かり今に至る。
その後、ミュンヘン、ケルンを中心に、ロンドン、ニューヨークなど欧米諸国で個展を開催
2018年、「あぶな絵 -針と糸、そしてけむり-」を京都場ギャラリーにて発表。

## 写真集
- Black and White Photographs （1992年、光琳社出版） ISBN 978-4771323063
- Color Photographs （1992年、光琳社出版） ISBN 978-4771323070
- TAMAO PHOTOGRAPHS 1984‐1988（1993年、光琳社出版） ISBN 978-4771301344
- 新美人論I 桐島かれん （1993年、光琳社出版） ISBN 978-4771301290
- Hairmode （1994年、美術出版社） ISBN 978-4568131123
- カラード・ビューティ 新美人論Ⅱ 高野雅子 （1995年、光琳社出版） ISBN 978-4771302051
- 死体のある20の風景 （1999年、光琳社出版） ISBN 978-4771303591
- 眠る 松雪泰子 （2003年、朝日出版社）ISBN 978-4255002538
- 最後に見た風景 （2004年、美術出版社） ISBN 978-4568120691
- Landscapes With a Corpse （2008年、Hatje Cantz） ISBN 978-3775722377
- ONE SUN （2009年、Akio Nagasawa Publishing） ISBN 978-4904883259
- 虫螻 （2017年、タイフーンブックスジャパン） ISBN 978-4990362188
- LINA『Hair Dance』（2022年1月11日、aliEnte）※「アリゾナ五郎」名義、デジタル写真集[5]。